# Filthy Charity
Filthy Charity est un groupe de grind et crustcore français, originaire d'Arles. Formé à la fin des années 1980, le groupe est désormais basé à Marseille, dans les Bouches-du-Rhône.

## Biographie
Filthy Charity est formé à Arles par Filthy Dave en mars 1989. Le projet s'organise dans un premier temps essentiellement autour de Filthy Dave, avec une formation changeant constamment. Le groupe enregistre sa première démo And the Oppression Continues... rapidement. En décembre 1989, Jean Philippe (batterie) et Stéphane (vocaux) rejoignent le groupe et quelques mois plus tard est enregistré la split tape avec le groupe hollandais Besmet. Distribuée à plus de 800 exemplaires[réf. nécessaire], elle fait connaitre le groupe au niveau mondial, débouchant sur des participations à des compilations K7 qui étaient très à la mode à cette époque dans la scène punk underground. 
Après une période instable la formation commence à se stabiliser en 1991 lorsque le Reverend Michel C. rejoint le groupe, il sera suivi par Lionhell Butorsky en 1992 et Romuald Kaminscore en 1993. En 1993, le groupe effectue un split avec le groupe SRMP. C'est cette formation à quatre qui reste la plus longue de l'histoire du groupe (1993-1998) et enregistre notamment l'album Manes Thecel Phares en 1995, et l'EP Disgrace of the Earth en 1994. En 1998, des divergences se font sentir au sein de Filthy Charity, qui finit par se scinder en deux groupes : Filthy Dave et Lionhell Butorsky partent former Substance of Noise projet résolument crustcore alors que Romuald Kaminscore et le Reverend Michel C. continuent à jouer sous le nom de Filthy Charity aidés d'autres musiciens (David P., Michael, Fab). 
Si Romuald Kaminscore et le Reverend Michel C. cessent toute activité sous le nom de Filthy Charity en l'an 2000, Filthy Dave et Lionhell continuent à jouer ensemble dans diverses formations crustcore (Substance of Noise, Lunglance) jusqu'en 2008. En 2008 après la fin de l'aventure Lunglance, Filthy Dave décide de reformer Filthy Charity. Il réunit alors Lionhell Butorsky et Romuald Kaminscore. Cette nouvelle formation est rapidement complétée par Greg, membre du groupe de punk marseillais Chiasse Négative, et enregistre courant 2008 une nouvelle démo diffusée en téléchargement. En janvier 2009, Romuald Kaminscore quitte le groupe, il est remplacé par Mello Leon membre du groupe marseillais de cumbia La Cumbia Chicharra.
En juillet 2010, le split Flthy Charity/Wardead sort sur Enthropy Records et Undislessed Records et en octobre 2012, Filthy Dave et Lionhell Butorsky décident de continuer à deux. Pendant cette période, ils enregistrent un split 10" avec Butcher Project (sorti  sur Enthropy Records, Nendertal Productions et Acratos). Pat Fröst, du groupe de crust marseillais Holy Fröst, rejoint le groupe en prenant la basse en octobre 2013. Ils participent à l'Obscene Extreme Festival 2014 en République tchèque.

## Membres

### Membres actuels
- Filthy Dave - guitare, chant
- Lionhell Butorsky - batterie, chant
- Pat Fröst - basse

### Anciens membres
- Stéphane G. - basse (1993)
- Jean Phi G. - basse (1991)
- David P. - batterie (1999)
- Michael - guitare (1999)
- Stéphane - chant (1989-1990)
- Jean-Philippe - batterie (1989-1990)
- Reverend Michel C. - chant (1991-2000)
- Fab - guitare (1999-2000)
- Romuald Kaminscore - basse, guitare (1993-2009)
- Greg - chant (2008-2012)
- Mello - basse (2009-2012)

## Discographie
- 1993 : split EP avec SRMP
- 1995 : Disgrace of the Earth
- 1996 : Manes Thecel Phares
- 2010 : split LP avec Wardead
- 2013 : split 10" avec Butcher Project